# Alev Alatlı
Alev Alatlı (16 de setembro de 1944 - 2 de fevereiro de 2024) foi uma economista, filósofa, colunista e romancista turca.

## Primeiros anos
Nascida na parte ocidental da Turquia, provém de uma família de policiais. Passou sua infância no Japão, onde seu pai foi enviado como militar para a Embaixada de Turquia e como oficial de ligação da Brigada Turca na Coreia  para Organização das Nações Unidas (ONU).
Depois de graduar-se, se casou com seu colega Alper Orhon, um turco cipriota. Recebeu uma bolsa Fulbright e seu marido uma bolsa da Fundação Ford para realizarem sua pós-graduação nos Estados Unidos. Alatlı Ingressou na Universidade Vanderbilt em Nashville, Tennessee, e obteve o título de Master of Arts em Economia e Econometria.
Na mesma época, decidiu continuar seus estudos em filosofia e ingressou na Dartmouth College em New Hampshire e obteve o título de doutora em filosofia da religião e filosofia da história.
Em 1974, Alatlı regressou à Turquia onde ministrou aulas na Universidade de Istambul e, mais tarde, trabalhou como economista no Instituto de Estatística do Estado (Turco: Devlet Planlama Teşkilatı, DPT) em Ancara.
Cinco anos após voltar dos Estados Unidos, dedicou-se principalmente a estudar o Islamismo. Também se envolveu em um projeto de psicolinguística sobre padrões de aprendizagem da língua em crianças turcas, na Universidade da Califórnia, em Berkeley. Publicou uma revista intitulada Bizim İngilizce em cooperação com o diário Cumhuriyet.

## Carreira
Em 1982, deixou suas outras atividades para ficar em casa e dedicar-se à escrita. Seu primeiro livro foi um estudo filosófico intitulado Aydın Despotizmi (em tradução livre para o português: Despotismo intelectual).
Sua próxima obra, e primeiro romance, foi publicada em 1985 e intitulou-se Yaseminler Tüter mi, Hâlâ?. O livro é inspirado na  história real de uma mulher grego-cipriota que, nascida e convertida ao cristianismo no monastério Apostolos Andreas, localizado sobre a Península de Karpasia, no Chipre, morreu tragicamente aos 32 anos em Pireu, Grécia, depois de dois casamentos – um com um cipriota turco mulçumano e o outro com um grego – e cinco filhos.
Os trabalhos seguintes de Alev Alatlı foram duas traduções para o turco de Edward Said, intitulados Haberlerin Unğında Islam e Filistin'em Sorunu.
Seu romance İşkenceci, publicado em 1987, serviu como preludio para seus próximos quatro romances: YaşComoın Ölüm! (1992), 'Nuke' Türkiye! (1993), Valla, Curda Yedirdin Beni! (1993) e O.K. Musti! Türkiye Tamamdır (1994).
Em seguida, em 1995, o romance altamente realista Kadere Karşı Koy Un.Ş. transformou-se em um best-seller.
Alev Alatlı publicou seu primeiro livro sobre poesia Eylül '98, em 1999.
Além disso, escreveu dois livros futuristas intitulados Kabus (1999) e Rüya (2000) onde abordou o paradoxo do Gato de Schrödinger.
Seus romances seguintes, Aydınlanma Değil Merhamet (2004), Dünya Nöbeti (2005) e Eyy Uhnem! Eyy Uhnem! (2005) são os primeiros três livros de um trabalho de quatro volumes sobre a Rússia chamados Gogol'um İzinde.
A partir de 2002, escreveu uma coluna quinzenal no diário conservador Zaman, sob um ponto de vista islâmico moderado. O jornal foi encerrado em 2016.  Um livro publicado em 2003 intitulado Şimdi Değilse, Ne zaman? incluiu um compilado de seus artigos que apareceram no jornal.

### Romances
- Aydın Despotizmi..., Alfa Basım Yayım Dağıtım (1982)
- Yaseminler Tüter mi Hâlâ?, Everest Yayınları (1985)
- İşkenceci (1987)
- Viva la Muerte! - Yaşasın Ölüm! - Or'da Kimse Var mı? 1. Kitap, Everest Yayınları (1992)
- ’Nuke’ Türkiye!- Or'da Kimse Var mı? 2. Kitap, Everest Yayınları (1993)
- Valla, Kurda Yedirdin Beni! - Or'da Kimse Var mı? 3. Kitap, Everest Yayınları (1993)
- O.K. Musti! Türkiye Tamamdır. - Or'da Kimse Var mı? 4. Kitap, Alfa Basım Yayım Dağıtım (1994)
- Kabus - Schrödinger'in Kedisi 1. Kitap, Everest Yayınları (1999)
- Rüya - Schrödinger'in Kedisi 2. Kitap, Everest Yayınları (2000)
- Aydınlanma Değil, Merhamet! - Gogol'ün İzinde 1. Kitap, Everest Yayınları (2004)
- Dünya Nöbeti - Gogol'ün İzinde 2. Kitap, Everest Yayınları (2005)
- Eyy Uhnem! Eyy Uhnem! - Gogol'ün İzinde 3. Kitap, Everest Yayınları (2006)
- Hollywood'u Kapattığım Gün, Everest Yayınları (2009) 360 pp., ISBN 978-975-289-600-0[8]
- Aklın Yolu da Bir Değildir... , Destek Yayınları (2009) 176 pp., ISBN 978-9944-2-9831-5[9]
- Beyaz Türkler Küstüler - Or'da Hâlâ Kimse Var mı? 5. Kitap, Everest Yayınları (2013) 460 pp., ISBN 9786051416366[10]

### Não ficção
- Şimdi Değilse, Ne zaman?, Zaman Kitap (2003) 268 pg., ISBN 975-8578-23-5 [11]
- Hayır!' Diyebilmeli İnsan, Zaman Kitap (2005) 182 pg, ISBN 975-8578-71-5 [12]

### Poesia
- Eylül '98 (1998).

### Traduções
- Haberlerin Ağında Islam (1985)
- Filistin’in Sorunu (1986)
- Em Emin Yol "Akvem ül-Mesalik’li Marifat Ahval o-Memalik" Tunuslu Hayreddin Paşa (1986)

### Peças de teatro
Kadere Karşı Koy A.Ş. (2002)

## Links externos
- Página web oficial.